# قارچ (فیلم ۲۰۱۱)
قارچ (انگلیسی: Mushrooms) یک فیلم اروتیک درام بنگالی به کارگردانی ویموکی جایاسوندرا است که در سال ۲۰۱۱ منتشر شد. این فیلم در بخش دو هفته کارگردانان جشنواره فیلم کن ۲۰۱۱ به نمایش درآمد. از بازیگران آن می‌توان به پائولی دام، آنوبراتا باسو و توماس لیمارکیوس اشاره کرد.